# Beatriz de Hohenstaufen
Beatriz de Hohenstaufen ou Beatriz da Suábia (em alemão:  Beatrix; Worms, abril ou junho de 1198 — Nordhausen, 11 de agosto de 1212) foi imperatriz consorte do Sacro Império Romano-Germânico e rainha da Germânia e da Borgonha como primeira esposa do imperador Otão IV. 

## Família
Ela era a filha mais velha de Filipe da Suábia, rei dos Romanos e de Irene Angelina, da dinastia ângela do Império Bizantino.
Seus avós paternos eram o imperador Frederico I e Beatriz I da Borgonha, condessa da Borgonha. Seus avós maternos eram o imperador bizantino Isaac II Ângelo e sua primeira esposa, Irene.
Beatriz teve quatro irmãs: Maria, esposa do duque Henrique II de Brabante; Cunegunda, consorte de Venceslau I da Boêmia e Isabel, conhecida como Beatriz, foi casada com Fernando III de Leão e Castela. Além dessas, teve um irmão, Frederico, nascido em 1205, que morreu jovem, e uma irmã, Beatriz, nascida e morta em 1208.

## Noivados e casamento
Beatriz primeiro esteve noiva do conde palatino da Baviera, Otão VII de Wittelsbach, filho de Otão VI de Wittelsbach e de Benedita de Donauwörth, de 1203 a 1207. 
O noivado foi cancelado para permitir o noivado de Beatriz com Otão IV, sobrinho do Inocêncio III, negociado em Roma em acordo com o rival de seu pai. Otão era filho de Henrique, o Leão, duque da Saxônia e Baviera, e da princesa Matilde de Inglaterra, filha do rei Henrique II.
Seu pai havia sido eleito Rei dos Romanos em 6 de março de 1198, e seu futuro marido, da Casa de Guelfo, em 9 de junho de 1198, coroado no mesmo ano em 12 de julho, em Aachen.

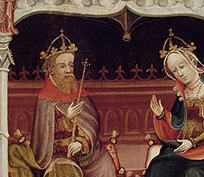
Beatriz com o marido, Otão

Mais tarde, em 21 de junho de 1208, Filipe foi assassinado durante o casamento de sua sobrinha, a condessa Beatriz II da Borgonha, em Bamberga, por Otão VIII de Wittelsbach, conde palatino da Baviera, e filho de Otão VII, de quem Beatriz havia sido noiva. 
Sua mãe, que estava grávida, fugiu para o Castelo de Hohenstaufen, onde deu à luz uma garota também chamada de Beatriz, em 20 ou 27 de agosto daquele ano.
Com a morte de Filipe, Otão foi eleito novamente em 11 de novembro de 1208, em Frankfurt. Em 4 de outubro de 1209, foi coroado imperador em Roma, pelo Papa Inocêncio III
Finalmente, aos quatorze anos de idade, a princesa se casou com o rei de trinta e sete anos, em 22 de julho de 1212, em Nordhausen, na Turíngia. 
Logo, ela morreu em 11 de agosto de 1212, sem ter filhos. Foi enterrada na Catedral de Brunsvique, assim como o marido.
Após sua morte, ele se casou com Maria de Brabante, mas não teve filhos.